# Superpacific
Pour plus de détails, voir Fiche technique et Distribution.
Superpacific est un court-métrage français et écrit et réalisé en 1949 par Pierre Maudru et sorti en 1951

## Synopsis
Fasciné par la Pacific 232 qui s'arrête tous les jours dans la gare dont son père est le chef, un petit garçon parvient un jour à interroger Monsieur Martin, son mécanicien. Devant l'intérêt du petit, Martiin lui dit tout, de son enfance malheureuse de fils de chiffonnier alcoolique à son goût des voyages qui l'a amené à devenir apprenti au centre d'Ermont puis à être titularisé et devenir l'opérateur successivement d'une machine de manœuvre, d'un omnibus, d'un express jusqu'à l'apothéose de la Super Pacific...

## Fiche technique
- Scénario et réalisation : Pierre Maudru
- Directeurs de la photographie : Marcel Villet, Michel Rocca
- Musique : Claude Normand
- Montage : Henri Colpi
- Production : Réalisation Cinématographique Mondiale
- Procédé : Noir & blanc, 35mm, son mono, format : 1x1.37
- Genre : docufiction
- Durée : 25 minutes
- Sortie : 1951

## Interprétation
- Emile Drain : (M. Martin)
- Gérard Choulette : le petit garçon
- Clary Monthal
- M. Kerland